# لفافة الطحينة
لفائف طحينة أو خبز طحينة (باللغة الأرمينية: Թահինով Հաց، واليونانية: ταχινόπιττα أو τασιηνόπιττα، والتركية: tahinli çörek وبالإنجليزية: Tahini roll)، هي معجنات حلوة توجد بشكل شائع في مطابخ أرمينيا وقبرص، اليونان وتركيا، يوجد أيضًا في المطبخ العربي حيث يطلق عليه خبز الطحينة ، ويمكن العثور عليها في بعض المخابز الأرمنية في لوس أنجلوس، أحيانًا بأحجام أصغر من لفة الطحينة النموذجية  وهي مشهورة كطعام الشارع في قبرص.
تحتوي العجينة على السكر والزيت، وقد وُصفت بأنها تحتوي على نسيج بين الخبز والبسكويت، يتم تخميره بالخميرة ويمكن خبزه بعد الارتفاع الأول ، في بعض الأحيان قد تنقع المعجنات في شراب مصنوع من مواد تحلية مثل السكر والعسل ونكهة القرفة، في حين أن القرفة ليست مطلوبة في جميع الوصفات ، فإنها تضاف أحيانًا إلى حشوة الطحينة.
يتم تصنيعها عن طريق لف العجين بشكل مسطح، ونشره بخليط الطحينة، ورشها بالسكر ولفها على شكل جذع، تقطع العجينة إلى قطع صغيرة ثم تسطحها على شكل دائرة.
وبحسب الشيف الفلسطيني سامي التميمي، فإن المعجنات مصدرها أرمينيا.